# Pistolet GSz-18
GSz-18 (ros. ГШ-18 skrót od nazwisk konstruktorów Griaziew-Szypunow) – rosyjski pistolet samopowtarzalny wprowadzony na początku XXI wieku na uzbrojenie rosyjskiej milicji. Jest to pistolet ze szkieletem polimerowym, z bijnikowym mechanizmem uderzeniowym i mechanizmem spustowym z częściowym samonapinaniem.